# Naturschutzgebiet Bergbaufolgelandschaft Grünhaus
Das Naturschutzgebiet Bergbaufolgelandschaft Grünhaus befindet sich im ehemaligen Lausitzer Tagebaugebiet Lauchhammer-Finsterwalde im Süden Brandenburgs.

## Beschreibung
Das Naturschutzgebiet entstand als Bergbaufolgelandschaft. Es umfasst rund 1785 Hektar in den Landkreisen Elbe-Elster und Oberspreewald-Lausitz; 710 Hektar des Naturschutzgebietes sind als Totalreservat ausgewiesen. Ein kleiner Teil der Fläche, ca. 24 ha, wurde bereits 1939 als NSG Grünhaus unter Schutz gestellt.
Nährstoff- und schadstoffarme Kippenböden bieten einer Vielzahl gefährdeter Arten in der neu entstehenden Naturlandschaft auf Jahrzehnte hinaus ideale Lebensräume. 2001 wurden an einem Tag mehr als 1300 Arten gezählt. Die Fläche dieser Bergbaufolgelandschaft ist seit 2006 der natürlichen Sukzession überlassen.
Das Naturschutzgebiet überschneidet sich in Teilflächen mit dem 2200 Hektar großen Naturparadies Grünhaus, das sich im Besitz der NABU-Stiftung Nationales Naturerbe befindet.